# KOI-5
KOI-5とは、地球から1870±70光年離れた場所に位置するKOI-5A、KOI-5B、KOI-5Cの3つの恒星からなる三重星系である。
KOI-5A以外の2つの薄暗い恒星は2016年に発見された。KOI-5AとBは29年ごとに互いに周回し、KOI-5Cは400年ごとにAとBの周囲を公転する。KOI-5Cは、99.98%の確率で「core stellar pair」に物理的に関連付けられている 。

## 惑星系
ケプラー宇宙望遠鏡の観測データに基づいて、2009年にKOI-5の周囲を公転している2個の太陽系外惑星が存在する可能性が疑われたが、2021年1月にTESSがKOI-5Aの周囲を公転していると判断したKOI-5Abのみ確認されている。KOI-5Abはその軌道面が恒星とずれているため、科学界に関心を引き起こした。これは、KOI-5Abが形成中のときに重力の影響で軌道のずれが生じ、また軌道が内側へ移動したことを示唆している。
| 名称 （恒星に近い順） | 質量        | 軌道長半径 （天文単位） | 公転周期 (日)        | 軌道離心率 | 軌道傾斜角 | 半径               |
| --------------------- | ----------- | ----------------------- | -------------------- | ---------- | ---------- | ------------------ |
| b                     | 56.89157 M⊕ | —                       | 4.780327766±8.76e-07 | —          | 82.51°     | 7.07531±0.16815 R⊕ |